# Mariano Acebal
Mariano Acebal (General Pico, Provincia de La Pampa, Argentina; 18 de agosto de 1979) es un piloto argentino de automovilismo de velocidad de amplia trayectoria a nivel nacional. 
Reconocido por su participación en el Turismo Carretera, donde se destacó defendiendo los honores de la marca Chevrolet, fue campeón de la Fórmula Renault Argentina en el año 1999, pergamino que le posibilitó competir en el exterior. 

## Trayectoria deportiva

### TC Pista y Top Race V6
En 2003 debutó en el TC Pista, obteniendo uno de los ascensos al Turismo Carretera y destacándose por haber conformado un pequeño grupo de pilotos que defendieron a la marca Chevrolet en una época de total ostracismo de esta marca en la segunda divisional del TC. Luego de su paso por el Turismo Carretera, en 2009 decide cambiar de categoría al subirse al Top Race V6, donde compitió con un Volkswagen Passat del equipo de Alberto Canapino. Luego de un año y medio con Volkswagen, Acebal cambió de marca al subirse a un Chevrolet Vectra III, siempre bajo la atención de la misma escudería de Canapino, con el cual disputó todo el Torneo Clausura 2010 del TRV6, siendo el último defensor de la marca Chevrolet en esa categoría. Sin embargo, en el año 2011 viviría una situación particular, al convertirse en el primer piloto que más veces cambiara de marca en la categoría, ya que corrió las dos primeras fechas con su Chevrolet, cambiando en la fecha siguiente por un Mercedes-Benz Clase C. 
Finalmente, tras tres fechas corridas con esta marca, Acebal cambiaria de marca y de equipo, al subirse a un Ford Mondeo III del equipo Schick Racing. Su número identificatorio es el 25.

## Temporadas
- 1990: Temporada completa y campeón en la categoría 50cc. del Campeonato Pampeano de Karting.
- 1991: Bicampeón del Campeonato Pampeano de Karting de 50cc.
- 1992: Ascendió a la categoría 125cc. y fue Subcampeón.
- 1993: Campeón en la 125cc. del Campeonato Pampeano de Karting.
- 1994: Tercer puesto final en la categoría 125cc. Monomarca.
- 1995: Campeonato Argentino de Karting en la categoría Sudam Seniors.
- 1996: Campeón en el Campeonato Argentino de Karting en la categoría Sudam Seniors.
- 1997: Campeonato Cordobés de Karting - Campeonato Argentino de Fórmula Renault.
- 1998: 8.º puesto final en la categoría con tres podios en el Campeonato Argentino de Fórmula Renault.
- 1999: Campeón Argentino de la Fórmula Renault con 4 triunfos, 2 poles, 4 récords de vuelta en carrera y 7 podios sobre 12 presentaciones.
- 2000: Fórmula Super Renault con un chasis Dallara con el que logró dos podios y el 4.º puesto final en el torneo.
- 2001: Fórmula Renault Europea - Fórmula Nissan Open Telefónica.
- 2003: TC Pista. (Chevrolet Chevy)
- 2006: Turismo Carretera. (Chevrolet Chevy)
- 2007: Turismo Carretera. (Chevrolet Chevy)
- 2008: Turismo Carretera. (Chevrolet Chevy)
- 2009: TRV6. (Volkswagen Passat)
- 2010: TRV6. (Volkswagen Passat V, Chevrolet Vectra III)
- 2011: TRV6. (Chevrolet Vectra III, Mercedes-Benz Clase C y Ford Mondeo III)

## Palmarés
| Título  | Especialidad              | Marca              | Año  |
| ------- | ------------------------- | ------------------ | ---- |
| Campeón | Fórmula Renault Argentina | Tulia XXV (Crespi) | 1999 |

### Otras distinciones
| Título     | Especialidad                                   | Año  |
| ---------- | ---------------------------------------------- | ---- |
| Campeón    | Campeonato Pampeano de Karting 50 cc.          | 1990 |
| Campeón    | Campeonato Pampeano de Karting 50 cc.          | 1991 |
| Subcampeón | Campeonato Pampeano de Karting 125 cc.         | 1992 |
| Campeón    | Campeonato Pampeano de Karting 125 cc.         | 1993 |
| Campeón    | Campeonato Argentino de Karting Sudam. Seniors | 1996 |